# Kris (arma)
El kris o keris és una daga distintiva, asimètrica indígena d'Indonèsia, Malàisia, Brunei, Tailàndia meridional i les Filipines meridionals.
És una arma i alhora un objecte espiritual. Es considera sovint que els krises tenen una essència o presència, i que algunes fulles són portadores de bona sort i unes altres de dolenta per qui les posseeix.
Els kris s'han distribuït des de l'illa de Java a moltes parts de l'arxipèlag d'Indonèsia, tals com Sumatra, Bali, Lombok, Sumbawa, Célebes del sud, Borneo i a les àrees asiàtiques sud-orientals.